# Autostrada A330 (Franța)
Autostrada A330 este o autostradă franceză care leagă Nancy (și aglomerația sa) de Flavigny-sur-Moselle. Aceasta este prelungită de RN 57 până la Épinal, Besançon și Mulhouse.
A330 face parte din axa europeană E23.
Este o autostradă gratuită, neconcesionată și gestionată de DIR Est.
Limita de viteză a fost redusă la 90 km/h pe tronsonul dintre Ludres și Nancy și la 110 km/h pe restul traseului începând cu 1 octombrie 2009.

## Istoric
Declarații de utilitate publică:
- 13.01.1967: Secțiunea Vandoeuvre-lès-Nancy - Flavigny-sur-Moselle (ieșirea 1 - RN57)[1], (declarație prelungită la 07.01.1977[2])

Puneri în funcțiune:
- 21.07.1977: Secțiunea Vandoeuvre-lès-Nancy - Fléville-devant-Nancy (ieșirile 1 - 4)[n 2]
- 28.06.1979: Secțiunea Fléville-devant-Nancy - Richardménil-nord (ieșirile 4 - 6)
- 05.12.1980: Secțiunea Richardménil-nord - Richardménil-sud (ieșirile 6 - 7)
- 1982: Semi-nod rutier Heillecourt (ieșirea 2, bretea dinspre Flavigny)
- 1983: Semi-nod rutier Heillecourt (ieșirea 2, bretea spre Flavigny)
- 05.1990: Secțiunea Richardménil-sud - Flavigny-sur-Moselle (ieșirea 7 - RN57)
- 19.12.1994: Secțiunea Route de Mircourt - RP Marcel Brot (→ M674)
- 09.09.1998: Secțiunea A330 - Route de Mirecourt (→ M674)
- 10.12.2012: Nod rutier Houdemont (ieșirea 4, bretea spre Nancy)[n 3]

## Traseu
| De la Nancy la RN57: secțiune gratuită, neconcesionată, administrată de DIR Est. | |           |
| M674                                                                             | |           |
| A330                                                                             | |           |
| 1 - Vandœuvre                                                                    | Orașe deservite: Vandœuvre-lès-Nancy, Parcul expozitional Nancy.                                              |           |
| 2 - Heillecourt                                                                  | Orașe deservite: Vandœuvre-lès-Nancy, Heillecourt (nod rutier parțial).                                       |           |
| 3 - Houdemont-Les Egrez                                                          | Orașe deservite: Houdemont, Parcul de activități Nancy (nod rutier parțial).                                  |           |
| 4 - Houdemont                                                                    | Orașe deservite: Fléville-devant-Nancy, Ludres, Houdemont, Parcul de activități Nancy (nod rutier parțial).   |           |
| Intersecție                                                                      | Nod rutier între A30 și A330: Strasbourg, Colmar, Lunéville, Z.I. Fléville; Paris, Lyon, Metz, Nancy-Brabois. | A30       |
| A330 E23                                                                         | |           |
| 5 - Ludres                                                                       | Orașe deservite: Fléville-devant-Nancy, Ludres, Z.I de Ludres (Dynapole).                                     |           |
| 6 - Richardménil                                                                 | Orașe deservite: A31 ( Lyon); Neuves-Maisons, Richardménil.                                                   | RD331 A31 |
|                                                                                  | Zonă de servicii: Le Canal de l'Est (sens Nancy-Besançon).                                                    |           |
| 6 - Flavigny-sur-Moselle                                                         | Orașe deservite: Neuves-Maisons, Richardménil, Flavigny-sur-Moselle.                                          |           |
| A330 E23                                                                         | |           |
| RN57 E23                                                                         | |           |